# Шапсай Михайло Ілліч
Михайло Ілліч Шапсай  (12 липня 1903, Вільнюс — 1971, Київ) — український режисер-документаліст, член Спілки кінематографістів України.

## Біографія
Народився 12 липня 1903 року у місті Вільнюсі в родині слюсаря. Після розвалу Російської імперії родина повернулася в Україну. У 1922–1924 роках навчався на кінофакультеті при Харківському музичному драматичному інституті, був режисером у театральних колективах. З 1931 по 1941 роки — режисер Української студії кінохроніки в Харкові. В роки німецько-радянської війни працював в Алма-Аті на Центральній студії кінохроніки. 
1944 року - повернувся до Києва.

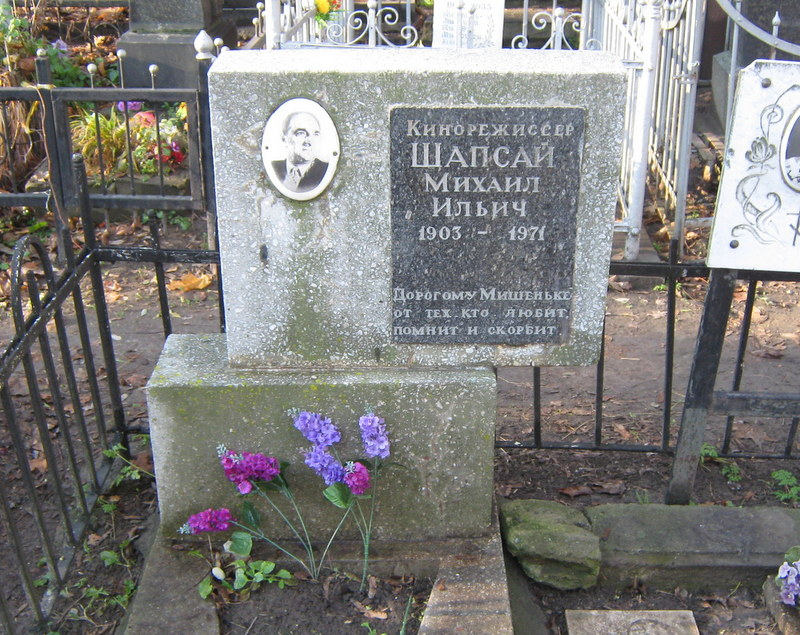
Могила Михайла Шапсая

Помер 1971 року. Похований в Києві на Байковому кладовищі (ділянка № 18).

## Фільмографія
Створив кінокартини:
- «Зугрес»,
- «Наша столиця»,
- «Чорне золото» (1931),
- «Армія Червона всіх міцніша» (1932),
- «За здорову зміну»,
- «Наша гордість» (1934),
- «Рейд сталевих машин» (1935),
- «Жінки — командири»,
- «На рубежі» (1936),
- «Школа талантів»,
- «На кордоні Західному» (1937),
- «Всенародне свято» (1938),
- «На звільненій землі» (1939),
- «Перлина Карпат» (1940),
- «По Радянському Дунаю» (1941),
- «Свято словацьких партизан» (1945),
- «Першотравень на Україні» (1946),
- «Хліб» (1947),
- «Першотравень 1948 року» (1948),
- «Сталевари Азовсталі» (1949),
- «На Сумщині» (1950),
- «Золоті руки» (1952),
- «Університет на Буковині» (1953),
- «Економте нафтопродукти» (1954),
- «Розповідь про одну сім'ю»,
- «Вас кличе промисловість» (1955),
- «У новаторів Азовсталі» (1956),
- «Ким бути»,
- «Завжди готові» (1957),
- «Вони повернулись на Батьківщину» (1958),
- «Вітчизни доблесні сини»,
- «За героїчну працю»,
- «Орлине плем'я» (1959),
- «Я — робітник»,
- «У синього моря» (1960),
- «До побачення, кораблі!» (1963).